# Llista de Medalles Narcís Monturiol
Informació actualitzada per un bot. Els canvis manuals es perdran quan s'actualitzi!
| ?item                                  | ?itemDescription                                                                                | ?occupations | ?genders | ?quan |
| -------------------------------------- | ----------------------------------------------------------------------------------------------- | --- | -------- | ----- |
| Abel Mariné i Font                     | bromatòleg català                                                                               | bromatòleg | masculí  | 2001  |
| Agustí Lledós i Falcó                  | químic físic català                                                                             | químic, professor d'universitat | masculí  | 2018  |
| Agustí Pumarola i Busquets             |                                                                                                 | microbiòleg, investigador, metge, catedràtic | masculí  | 1983  |
| Albert Balcells i González             | historiador català                                                                              | professor d'universitat, historiador | masculí  | 2009  |
| Albert Barella i Miró                  |                                                                                                 | enginyer | masculí  | 1983  |
| Albert Dou i Mas de Xexàs              | matemàtic català                                                                                | sacerdot catòlic, enginyer de camins, matemàtic | masculí  | 2003  |
| Alícia Casals i Gelpí                  | enginyera i professora catalana                                                                 | enginyera, informàtica | femení   | 1998  |
| Amadeu Foz i Tena                      |                                                                                                 | metge, catedràtic | masculí  | 1983  |
| Ana Maria Serra Tort                   | Investigador ORCID:0000-0002-8754-5649                                                          | física, investigadora | femení   | 2009  |
| Andreu Mas-Colell                      | polític i econimista català                                                                     | economista, polític, professor d'universitat | masculí  | 1989  |
| Andreu Ripoll i Muntaner               | enginyer català                                                                                 | enginyer d'aviació, militar, enginyer | masculí  | 2001  |
| Anna Cabré i Pla                       | geògrafa i catedràtica catalana                                                                 | geògrafa, professora d'universitat | femení   | 1993  |
| Anna Maria Sastre i Requena            |                                                                                                 | enginyera química | femení   | 2003  |
| Anna Veiga Lluch                       | biòloga catalana                                                                                | biòloga, professora d'universitat | femení   | 2005  |
| Antoni Lloret i Orriols                |                                                                                                 | físic, escriptor | masculí  | 2005  |
| Antoni Oliva Cuyàs                     | Química català                                                                                  | investigador, químic | masculí  | 2015  |
| Antoni Prevosti i Pelegrín             | catedràtic espanyol                                                                             | genetista, biòleg, professor d'universitat | masculí  | 1989  |
| Antoni Serra i Ramoneda                | economista i professor universitari català                                                      | economista, catedràtic | masculí  | 2003  |
| Antonio Gens Solé                      | enginyer geotècnic                                                                              | enginyer, investigador | masculí  | 2015  |
| Artur Bladé Font                       | químic català                                                                                   | químic | masculí  | 2015  |
| Artur Caballero i López                | biòleg català (1918-2004)                                                                       | naturalista, polític, catedràtic | masculí  | 1983  |
| Asunción Moreno i Bilbao               | Dr. Eng. de telecomunicacions                                                                   | investigadora | femení   | 2005  |
| Carles Lalueza Fox                     | biòleg espanyol                                                                                 | biòleg | masculí  | 2018  |
| Carles Miravitlles i Torras            | investigador                                                                                    | cristal·lògraf | masculí  | 1992  |
| Carles Perelló i Valls                 | enginyer i matemàtic català                                                                     | matemàtic, enginyer | masculí  | 2002  |
| Carles Simó i Torres                   | matemàtic català                                                                                | matemàtic, professor d'universitat | masculí  | 1994  |
| Carles Vallbona i Calbó                | metge català                                                                                    | metge | masculí  | 1991  |
| Carme Batlle i Gallart                 | historiadora catalana                                                                           | catedràtica, historiadora, acadèmica | femení   | 2005  |
| Carme Borrell i Thió                   | doctora en medicina i especialista en salut pública                                             | metgessa, metja, investigadora | femení   | 2005  |
| Carme Torras i Genís                   | matemàtica, doctora en informàtica i professora d'investigació al CSIC-UPC                      | escriptora, informàtica, investigadora d'intel·ligència artificial, matemàtica, professora d'universitat                                            | femení   | 2000  |
| Carmina Virgili i Rodón                | geòloga catalana                                                                                | política, geòloga | femení   | 1986  |
| Caterina Biscari                       | física                                                                                          | física | femení   | 2018  |
| Ciril Rozman i Borsnar                 | metge espanyol                                                                                  | professor d'universitat, metge | masculí  | 1986  |
| Claudi Esteva i Fabregat               |                                                                                                 | antropòleg, professor d'universitat, historiador, escriptor                                                                                         | masculí  | 2002  |
| Climent Giné i Giné                    | psicòleg català                                                                                 | investigador, psicòleg | masculí  | 2012  |
| Conxita Mir i Curcó                    | historiadora catalana                                                                           | historiadora, professora d'universitat, acadèmica                                                                                                   | femení   | 2009  |
| Conxita Royo i Calpe                   | agrònoma                                                                                        | agrònoma | femení   | 2005  |
| Creu Casas i Sicart                    | botànica catalana                                                                               | farmacèutica, professora d'universitat, briòloga, botànica, col·leccionista de plantes                                                              | femení   | 1983  |
| David Cardús i Pascual                 | metge català                                                                                    | metge, matemàtic | masculí  | 1984  |
| David Jou i Mirabent                   | poeta i físic català                                                                            | poeta, professor d'universitat, físic, escriptor | masculí  | 1991  |
| David Serrat i Congost                 | geòleg català                                                                                   | geòleg, professor d'universitat | masculí  | 2015  |
| Dieter Einfeldt                        | compositor alemany                                                                              | professor d'universitat, pianista, compositor | masculí  | 2012  |
| Eduardo Alonso Pérez de Agreda         |                                                                                                 | enginyer de camins, catedràtic | masculí  | 2000  |
| Elías Campo Güerri                     | patòleg                                                                                         | patòleg, hematòleg, oncòleg, professor d'universitat, metge                                                                                         | masculí  | 2012  |
| Emilio Custodio Gimena                 | enginyer industrial català                                                                      | Q35380338, autor, enginyer | masculí  | 1995  |
| Emilio Montesinos i Seguí              | patòleg vegetal català                                                                          | microbiòleg, professor d'universitat | masculí  | 2012  |
| Enric Casassas i Simó                  | químic català                                                                                   | químic | masculí  | 1989  |
| Enric Freixa i Pedrals                 | enginyer industrial català                                                                      | enginyer | masculí  | 1984  |
| Enric Gratacòs i Massanella            | Pedagog musical i compositor de sardanes.                                                       | pedagog, compositor | masculí  | 1986  |
| Enric Herrero i Perpiñan               | microbiòleg                                                                                     | microbiòleg, investigador | masculí  | 1996  |
| Enric Ras i Oliva                      |                                                                                                 | professor d'universitat, enginyer elèctric | masculí  | 1986  |
| Enric Trillas Ruiz                     | matemàtic i professor universitari                                                              | professor d'universitat, científic, matemàtic | masculí  | 2000  |
| Enrique Fernández Sánchez              |                                                                                                 | professor d'universitat, físic | masculí  | 1994  |
| Ernest Giralt i Lledó                  | Químic català                                                                                   | professor d'universitat, químic | masculí  | 1992  |
| Eudald Carbonell i Roura               | arqueòleg català                                                                                | paleoantropòleg | masculí  | 2000  |
| Eugenio Oñate Ibáñez de Navarra        |                                                                                                 | matemàtic, enginyer | masculí  | 1989  |
| Eulàlia Duran i Grau                   | historiadora catalana                                                                           | historiadora, historiadora de la literatura | femení   | 2005  |
| Fausto Garcia Hegardt                  | bioquímic i farmacèutic                                                                         | bioquímic, farmacèutic | masculí  | 2009  |
| Ferran Laguarta i Bertran              | físic català                                                                                    | investigador, físic | masculí  | 2006  |
| Francesc Camps i Díez                  | químic català                                                                                   | químic | masculí  | 1997  |
| Francesc Español i Coll                | entomòleg català                                                                                | entomòleg, professor d'universitat, escriptor | masculí  | 1984  |
| Francesc Giralt i Prat                 | enginyer químic català                                                                          | enginyer químic | masculí  | 1993  |
| Francesc Guiu i Giralt                 | físic català                                                                                    | físic | masculí  | 1995  |
| Francesc Navarro i López               | metge català, especialitzat en cardiologia                                                      | metge, catedràtic | masculí  | 1995  |
| Francesc Puchal i Mas                  | veterinari català                                                                               | veterinari, catedràtic | masculí  | 1998  |
| Francesc Serra i Mestres               | físic espanyol                                                                                  | físic | masculí  | 1989  |
| Francesc Solé i Parellada              | economista català                                                                               | economista, enginyer industrial | masculí  | 2006  |
| Francesc Xavier Avilés i Puigvert      | Químic de Proteïnes, Bioquímic, Biofísic                                                        | biòleg molecular, investigador, bioquímic, catedràtic                                                                                               | masculí  | 2001  |
| Francesc Xavier Bosch i José           | metge català                                                                                    | internista, epidemiòleg, oncòleg, metge | masculí  | 2005  |
| Francesc Xavier Hernàndez Cardona      | historiador català, catedràtic de la Universitat de Barcelona                                   | historiador militar, professor d'universitat, historiador                                                                                           | masculí  | 2018  |
| Francesc Xavier Rius i Ferrús          | químic català                                                                                   | químic analític | masculí  | 2009  |
| Francisco García-Valdecasas Santamaría | metge i químic espanyol                                                                         | químic, metge, polític, catedràtic | masculí  | 1989  |
| Françoise Breton Renard                | geògrafa                                                                                        | geògrafa | femení   | 2015  |
| Fàtima Bosch i Tubert                  |                                                                                                 | farmacèutica, biòloga molecular, bioquímica | femení   | 2001  |
| Fèlix Serratosa i Palet                | químic català                                                                                   | químic | masculí  | 1992  |
| Gabriel Ferraté Pascual                | enginyer i professor universitari català                                                        | professor d'universitat, inventor, enginyer | masculí  | 1989  |
| Gemma Rauret i Dalmau                  | química catalana                                                                                | química, professora d'universitat | femení   | 1992  |
| Gemma Rigau i Oliver                   | filòloga catalana                                                                               | escriptora, catedràtica, lingüista, filòloga | femení   | 2006  |
| Genoveva Martí i Campillo              | filòsofa catalana                                                                               | filòsofa | femení   | 2012  |
| Géza Tolnay Winternitz                 |                                                                                                 | industrial, empresari | masculí  | 1984  |
| Ignacio Romagosa i Clariana            | enginyer espanyol                                                                               | enginyer | masculí  | 1998  |
| Ignasi de Solà-Morales i Rubió         | arquitecte i professor universitari català                                                      | teòric de l'arquitectura, filòsof, historiador de l'arquitectura, arquitecte, catedràtic                                                            | masculí  | 1994  |
| Ilan Chet                              | microbiòleg israelí                                                                             | microbiòleg, professor d'universitat | masculí  | 2018  |
| Isabelle Vernos                        | bioquímica especialitzada en microtúbuls                                                        | bioquímica | femení   | 2015  |
| Isidre Ferrer i Abizanda               |                                                                                                 | investigador, autor, metge | masculí  | 2003  |
| Jacint Nadal i Puigdefàbregas          | Zoològeg Català                                                                                 | zoòleg, catedràtic | masculí  | 1992  |
| Jacint Ros i Hombravella               | economista i polític català                                                                     | economista, assagista, advocat, catedràtic | masculí  | 2005  |
| Jaume Antoni Terradas i Serra          | biòleg, ecòleg i escriptor                                                                      | ecòleg, investigador | masculí  | 1992  |
| Jaume Baguñà i Monjo                   | biòleg català                                                                                   | biòleg | masculí  | 2000  |
| Jaume Barceló i Bugueda                | físic valencià                                                                                  | físic, catedràtic | masculí  | 1996  |
| Jaume Bertranpetit i Busquets          | biòleg català                                                                                   | biòleg | masculí  | 2015  |
| Jaume Casabó i Gispert                 | químic català                                                                                   | químic | masculí  | 1996  |
| Jaume Guàrdia i Massó                  |                                                                                                 | metge | masculí  | 1994  |
| Jaume Gállego i Berenguer              |                                                                                                 | farmacèutic | masculí  | 1995  |
| Jaume Llibre i Saló                    | matemàtic i professor català                                                                    | matemàtic | masculí  | 2015  |
| Jaume Palau i Albet                    | bioquímic català                                                                                | químic | masculí  | 1986  |
| Jaume Rotés Querol                     | metge català                                                                                    | metge | masculí  | 1991  |
| Javier Tejada Palacios                 | físic i professor navarrès                                                                      | catedràtic, físic | masculí  | 1993  |
| Joan Albaigés i Riera                  | químic català                                                                                   | investigador, químic | masculí  | 1989  |
| Joan Antoni Subirana i Torrent         |                                                                                                 | químic | masculí  | 1986  |
| Joan Bertran i Rusca                   | religiós i químic català                                                                        | religiós, químic | masculí  | 1995  |
| Joan Bladé i Piqué                     | químic català                                                                                   | químic | masculí  | 1994  |
| Joan Bordas i Orpinell                 | físic espanyol                                                                                  | físic | masculí  | 1996  |
| Joan Estruch i Gibert                  |                                                                                                 | professor d'universitat, sociòleg, traductor | masculí  | 2006  |
| Joan Girbau i Badó                     | Matemàtic català                                                                                | matemàtic | masculí  | 1997  |
| Joan Gómez i Pallarès                  | llatinista català                                                                               | filòleg clàssic | masculí  | 2018  |
| Joan Jofre i Torroella                 | biòleg català                                                                                   | biòleg | masculí  | 1997  |
| Joan Josep Guinovart i Cirera          | farmacèutic i bioquímic català                                                                  | químic, farmacèutic | masculí  | 1998  |
| Joan Maluquer de Motes i Nicolau       | historiador i arqueòleg català                                                                  | arqueòleg, professor d'universitat, historiador | masculí  | 1983  |
| Joan Maria Compte i Guinovart          | tècnic urbanista català                                                                         | urbanista | masculí  | 1992  |
| Joan Maria Thomàs i Andreu             | historiador mallorquí                                                                           | professor d'universitat, historiador, escriptor | masculí  | 2015  |
| Joan Massagué Solé                     | científic i farmacèutic català                                                                  | farmacòleg, farmacèutic, bioquímic, professor d'universitat                                                                                         | masculí  | 1993  |
| Joan Modolell i Mainou                 |                                                                                                 | bioquímic, investigador, biòleg | masculí  | 1996  |
| Joan Oró i Florensa                    | bioquímic català                                                                                | professor d'universitat, bioquímic, polític | masculí  | 1982  |
| Joan Prat i Carós                      | antropòleg català                                                                               | antropòleg | masculí  | 2003  |
| Joan Ramon i Torres                    | arqueòleg                                                                                       | arqueòleg | masculí  | 2005  |
| Joan Rodés Teixidor                    | metge català                                                                                    | hepatòleg, metge | masculí  | 1989  |
| Joan Solà i Cortassa                   | lingüista, filòleg i catedràtic català (1940-2010)                                              | romanista, filòleg, lingüista, professor d'universitat, escriptor                                                                                   | masculí  | 2003  |
| Joan Vernet i Ginés                    | historiador i arabista català                                                                   | arabista, professor d'universitat, traductor, historiador                                                                                           | masculí  | 1984  |
| Joan Vilà i Valentí                    | Geògraf, professor i escriptor català                                                           | assagista, geògraf, catedràtic, escriptor | masculí  | 1986  |
| Joan-Ramon Morante                     | físic català                                                                                    | físic | masculí  | 1998  |
| Joandomènec Ros i Aragonès             | biòleg i professor d'universitat català                                                         | ecòleg, biòleg, professor d'universitat, escriptor                                                                                                  | masculí  | 2006  |
| Joaquim Agulló i Batlle                |                                                                                                 | professor d'universitat, enginyer industrial | masculí  | 1997  |
| Joaquim Bruna i Floris                 | matemàtic català                                                                                | matemàtic | masculí  | 2012  |
| Joaquim Casal i Fàbrega                | investigador                                                                                    | enginyer químic, investigador | masculí  | 2012  |
| Joaquim Maluquer i Nicolau             | zoòleg català                                                                                   | zoòleg | masculí  | 1983  |
| Joaquim Molas i Batllori               | escriptor, historiador i professor català                                                       | filòleg, historiador de la literatura, professor d'universitat, crític literari, escriptor                                                          | masculí  | 2000  |
| Joaquim Silvestre i Benach             | economista català                                                                               | economista | masculí  | 2009  |
| Jordi Agustí i Ballester               | paleontòleg espanyol                                                                            | biòleg, paleontòleg | masculí  | 2003  |
| Jordi Camí i Morell                    | metge i professor universitari català                                                           | professor d'universitat, metge | masculí  | 2000  |
| Jordi Font i Rodon                     | psiquiatre i religiós català                                                                    | sacerdot catòlic, psiquiatre, metge | masculí  | 2003  |
| Jordi Galí Garreta                     | economista català                                                                               | economista, professor d'universitat | masculí  | 2015  |
| Jordi Gras i Riera                     |                                                                                                 | metge, catedràtic, farmacèutic | masculí  | 1983  |
| Jordi Isern i Vilaboy                  | astrònom i astrofísic català                                                                    | investigador, astrofísic | masculí  | 2012  |
| Jordi Nadal i Oller                    | historiador i economista                                                                        | economista, professor d'universitat, historiador, escriptor                                                                                         | masculí  | 1983  |
| Jordi Pascual i Gainza                 | físic català                                                                                    | físic, catedràtic | masculí  | 1997  |
| Jordi Sabater i Pi                     | primatòleg català                                                                               | antropòleg, professor d'universitat, zoòleg, primatòleg                                                                                             | masculí  | 2005  |
| Jordi Salas i Salvadó                  | nutricionista català                                                                            | nutricionista, metge, professor d'universitat | masculí  | 2020  |
| Jordi Torra Roca                       | astrònom català                                                                                 | astrònom | masculí  | 2018  |
| Jordi Vives i Puiggrós                 | metge català                                                                                    | metge | masculí  | 1993  |
| Josefina Castellví i Piulachs          | oceanògrafa catalana                                                                            | escriptora, biòloga, professora d'universitat, oceanògrafa                                                                                          | femení   | 1995  |
| Josep Amat i Girbau                    | científic català                                                                                | enginyer industrial, catedràtic | masculí  | 1989  |
| Josep Antoni Salvà i Miquel            | metge i farmacòleg català                                                                       | professor d'universitat, farmacòleg, metge | masculí  | 1992  |
| Josep Carreras i Barnés                | metge, cirurgià i catedràtic català                                                             | metge, catedràtic | masculí  | 1991  |
| Josep Castells i Guardiola             | químic català                                                                                   | químic, catedràtic | masculí  | 1989  |
| Josep Cuatrecasas i Arumí              | botànic català establert als EUA (1903-96)                                                      | taxònom, botànic, professor d'universitat, farmacèutic                                                                                              | masculí  | 1986  |
| Josep Domingo-Ferrer                   | investigador informàtic català                                                                  | informàtic | masculí  | 2012  |
| Josep Egozcue i Cuixart                | bioquímic i metge català                                                                        | metge | masculí  | 1984  |
| Josep Font i Cierco                    | químic català                                                                                   | químic | masculí  | 1998  |
| Josep Fontana i Làzaro                 | historiador català                                                                              | professor d'universitat, historiador, escriptor | masculí  | 2002  |
| Josep Gibert Clols                     | paleoantropòleg català                                                                          | paleontòleg | masculí  | 2005  |
| Josep Guarro Artigas                   | microbiòleg                                                                                     | botànic, investigador | masculí  | 2001  |
| Josep Lluís Morenza i Gil              | físic català                                                                                    | físic | masculí  | 1994  |
| Josep Maria Antó i Boqué               | metge espanyol                                                                                  | metge | masculí  | 1994  |
| Josep Maria Domènech Mateu             | metge i catedràtic català                                                                       | metge, catedràtic | masculí  | 1986  |
| Josep Maria Font i Rius                | Historiador, jurista i professor català                                                         | jurista, professor d'universitat, historiador | masculí  | 1983  |
| Josep Maria Gil-Vernet i Vila          | uròleg català                                                                                   | uròleg, metge, catedràtic | masculí  | 1986  |
| Josep Maria Terricabras i Nogueras     | filòsof i traductor català                                                                      | filòsof, professor d'universitat, escriptor, polític                                                                                                | masculí  | 2000  |
| Josep O'Callaghan Martínez             | papiròleg i paleògraf català                                                                    | arqueòleg, papiròleg, teòleg, historiador | masculí  | 1984  |
| Josep Perarnau i Espelt                | Historiador i prevere català (Avinyó, 08-07-1928)                                               | sacerdot catòlic, teòleg, historiador, escriptor | masculí  | 1997  |
| Josep Rizo i Rey                       | biofísic català                                                                                 | biofísic, investigador | masculí  | 2015  |
| Josep Samitier Martí                   | catedràtic d'electrònica català                                                                 | físic, catedràtic | masculí  | 2020  |
| Josep Vigo i Bonada                    | botànic català                                                                                  | botànic, professor d'universitat | masculí  | 1993  |
| José Cegarra Sánchez                   | enginyer murcià                                                                                 | enginyer | masculí  | 1991  |
| José Costa i López                     | enginyer químic català                                                                          | enginyer químic | masculí  | 2005  |
| José Luis Riechmann Fernández          | biòleg molecular                                                                                | biòleg | masculí  | 2018  |
| Juan José Villanueva Pipaón            | físic i informàtic basc                                                                         | físic, informàtic, catedràtic | masculí  | 1997  |
| Licia Verde                            | física italiana i professora ICREA                                                              | astrònoma, física | femení   | 2018  |
| Lina Badimon Maestro                   | fisiòloga catalana                                                                              | metgessa, metja, professora d'universitat, fisiòloga                                                                                                | femení   | 1993  |
| Lluís Antoni Santaló i Sors            | matemàtic català                                                                                | matemàtic, professor d'universitat, escriptor | masculí  | 1984  |
| Lluís Bel i Díaz                       | físic espanyol                                                                                  | físic | masculí  | 1983  |
| Lluís Cornudella i Mir                 | bioquímic català                                                                                | bioquímic | masculí  | 1986  |
| Lluís Jofre i Roca                     | enginyer de telecomunicacions català                                                            | catedràtic, enginyer | masculí  | 2009  |
| Lluís Mallart i Guimerà                | antropòleg català                                                                               | antropòleg, etnòleg | masculí  | 1995  |
| Lluís Puigjaner i Corbella             |                                                                                                 | enginyer químic | masculí  | 1994  |
| Lluís Revert i Torrellas               |                                                                                                 | metge | masculí  | 1989  |
| Lluís Torner i Sabata                  | físic Català                                                                                    | físic | masculí  | 2009  |
| Lluís Victori i Companys               | religiós i químic català                                                                        | químic | masculí  | 1998  |
| Lluïsa Gràcia i Solé                   | lingüista catalana                                                                              | professora d'universitat, lingüista | femení   | 2006  |
| Lola Badia i Pàmies                    | filòloga catalana                                                                               | estudiosa de la literatura, professora d'universitat, especialista en literatura, filòloga, medievalista                                            | femení   | 2000  |
| Lourdes Beneria i Farré                | economista i feminista catalana                                                                 | professora d'universitat, economista | femení   | 2002  |
| Luisa F. Cabeza                        | enginyera química i industrial catalana                                                         | enginyera industrial, enginyera química | femení   | 2012  |
| M. Teresa Espinal i Farré              |                                                                                                 | professora d'universitat, lingüista, romanista | femení   | 2020  |
| Manel Esteller i Badosa                | genetista i metge català                                                                        | genetista, professor d'universitat, metge | masculí  | 2020  |
| Manola Brunet India                    |                                                                                                 | climatòloga | femení   | 2018  |
| Manuel Ballester Boix                  | químic espanyol                                                                                 | químic, professor d'universitat | masculí  | 1984  |
| Manuel Cardona i Castro                | Físic català (1934-2014)                                                                        | físic, professor d'universitat | masculí  | 1982  |
| Manuel Castellet i Solanas             | matemàtic català                                                                                | matemàtic, catedràtic | masculí  | 1991  |
| Manuel Castells Oliván                 | sociòleg i economista                                                                           | filòsof, sociòleg, ministre, professor, escriptor                                                                                                   | masculí  | 2002  |
| Manuel Martí i Recober                 | enginyer espanyol                                                                               | enginyer | masculí  | 1992  |
| Manuel Mundó i Marcet                  | historiador i paleògraf català                                                                  | historiador, arxiver | masculí  | 1991  |
| Manuel Ribas i Piera                   | arquitecte català                                                                               | urbanista, arquitecte | masculí  | 1992  |
| Manuel de Solà-Morales i Rubió         | arquitecte i urbanista català                                                                   | urbanista, arquitecte, catedràtic | masculí  | 2000  |
| Marc Noy Serrano                       | matemàtic català                                                                                | investigador, professor d'universitat, matemàtic | masculí  | 2018  |
| Marcial Moreno i Mañas                 | químic català                                                                                   | químic | masculí  | 2002  |
| Maria Dolors Baró i Mariné             | física catalana                                                                                 | física, professora d'universitat | femení   | 2005  |
| Maria Dolors Garcia Ramon              | geògrafa valenciana                                                                             | geògrafa, professora d'universitat | femení   | 2003  |
| Maria Encarnació Roca i Trias          | jurista catalana                                                                                | escriptora, professora d'universitat, magistrada, jurista                                                                                           | femení   | 2002  |
| Maria Jesús Uriz Lespe                 | biòloga i investigadora                                                                         | biòloga marina, biòloga | femení   | 2005  |
| Maria Pau Ginebra                      | enginyera biomèdica catalana                                                                    | investigadora, enginyera biomèdica | femení   | 2012  |
| Maria Teresa Cabré i Castellví         | lingüista i filòloga catalana                                                                   | terminòloga, professora d'universitat, lingüista | femení   | 1996  |
| Maria Teresa Móra i Aznar              | física catalana                                                                                 | física | femení   | 1992  |
| Marissa Molinas de Ferrer              | biòloga catalana                                                                                | professora d'universitat, biòloga | femení   | 2009  |
| Marià Alemany Lamana                   | catedràtic espanyol                                                                             | bioquímic, catedràtic | masculí  | 2003  |
| Mariàngela Vilallonga i Vives          | filòloga, professora i historiadora catalana                                                    | escriptora, política, professora d'universitat, historiadora de la literatura, filòloga                                                             | femení   | 2018  |
| Marta Cascante Serratosa               | catedràtica de bioquímica i biologia molecular a la Universitat de Barcelona                    | catedràtica, investigadora, bioquímica | femení   | 2015  |
| Marta Estrada i Miyares                | biòloga catalana                                                                                | investigadora, biòloga, professora d'universitat | femení   | 1994  |
| Marta Sanz Solé                        | matemàtica catalana                                                                             | matemàtica, professora d'universitat | femení   | 1998  |
| Martine Bosman                         | Científica                                                                                      | catedràtica, física, investigadora | femení   | 2015  |
| Martí Vergés Trias                     | enginyer industrial i informàtic català                                                         | enginyer industrial, catedràtic, informàtic | masculí  | 1995  |
| Martí de Riquer i Morera               | comte, escriptor i filòleg català                                                               | voluntari requeté, romanista, erudit clàssic, filòleg, historiador de la literatura, lingüista, editor, polític, professor d'universitat, escriptor | masculí  | 1983  |
| Mary Nash                              | historiadora irlandesa                                                                          | escriptora, historiadora, professora d'universitat                                                                                                  | femení   | 2018  |
| María Casado González                  | Jurista, professora de Filosofia del Dret, Catedràtica d'Universitat i especialista en bioètica | escriptora, professora d'universitat, jurista | femení   | 2006  |
| María Ermitas Alcalde Pais             | química farmacèutica catalana                                                                   | química | femení   | 2009  |
| María Eugenia Aubet                    | arqueòloga i historiadora                                                                       | historiadora, professora d'universitat, arqueòloga                                                                                                  | femení   | 2009  |
| María Paz Battaner Arias               | filòloga espanyola                                                                              | lexicògrafa, professora d'universitat, filòloga | femení   | 2006  |
| María del Carmen Claver Cabrero        | química inorgànica                                                                              | química | femení   | 2006  |
| Mateo Valero Cortés                    | informàtic català                                                                               | enginyer de telecomunicacions, professor d'universitat, informàtic                                                                                  | masculí  | 1993  |
| Matteo Cavalli-Sforza                  | físic                                                                                           | físic | masculí  | 2018  |
| Mercè Durfort i Coll                   | biòloga catalana                                                                                | biòloga, professora d'universitat | femení   | 2001  |
| Mercè Unzeta i López                   | bioquímica catalana                                                                             | bioquímica | femení   | 2006  |
| Miguel Beato del Rosal                 | metge i investigador espanyol                                                                   | metge | masculí  | 2006  |
| Miguel Ángel Lagunas Hernández         | enginyer de telecomunicacions espanyol                                                          | enginyer | masculí  | 1992  |
| Miquel Bruguera i Cortada              | metge català                                                                                    | metge | masculí  | 2000  |
| Miquel Duran Portas                    | químic català                                                                                   | mag, químic, professor d'universitat | masculí  | 2015  |
| Miquel Gassiot i Matas                 | químic català                                                                                   | químic | masculí  | 1993  |
| Miquel Siguan i Soler                  |                                                                                                 | lingüista, psicòleg, professor d'universitat | masculí  | 2005  |
| Miquel Vilardell i Tarrés              | metge català                                                                                    | professor d'universitat, metge | masculí  | 1996  |
| Miquel Àngel Pericàs i Brondo          | químic català                                                                                   | químic, enginyer | masculí  | 2005  |
| Montserrat Pagès i Torrens             | biòloga molecular                                                                               | investigadora, biòloga molecular | femení   | 2005  |
| Màrius Foz i Sala                      |                                                                                                 | metge, catedràtic | masculí  | 1989  |
| Màrius Rubiralta i Alcañiz             | químic català                                                                                   | catedràtic | masculí  | 2003  |
| Núria Sebastián Gallés                 | psicòloga espanyola                                                                             | psicòloga, professora d'universitat | femení   | 2012  |
| Olga Martín-Belloso                    | química riespecialitzada en ciències dels aliments espanyola                                    | química, professora d'universitat | femení   | 2018  |
| Oriol Bohigas i Guardiola              | arquitecte català                                                                               | urbanista, arquitecte, professor d'universitat, polític                                                                                             | masculí  | 2005  |
| Oriol Riba i Arderiu                   | geòleg espanyol                                                                                 | geòleg | masculí  | 1992  |
| Oriol de Bolòs i Capdevila             | botànic i professor català                                                                      | pteridòleg, botànic, professor d'universitat | masculí  | 1982  |
| Pablo Ordejón Rontomé                  | científic del CSIC                                                                              | físic, professor d'universitat | masculí  | 2018  |
| Paloma Mas Martínez                    | biòloga i investigadora espanyola                                                               | biòloga | femení   | 2020  |
| Paul Christou                          | biotecnòleg                                                                                     | investigador, biotecnòleg | masculí  | 2020  |
| Pedro L. Alonso                        | metge i epidemiòleg espanyol                                                                    | metge, professor d'universitat | masculí  | 2009  |
| Pere Arús                              | enginyer agrònom                                                                                | investigador, enginyer | masculí  | 2003  |
| Pere Bohigas i Balaguer                | filòleg, bibliotecari, bibliòfil i professor català (1901-2003)                                 | filòleg, historiador de la literatura, bibliotecari, catedràtic, escriptor                                                                          | masculí  | 1983  |
| Pere Brunet i Crosa                    | enginyer informàtic català                                                                      | catedràtic, enginyer, informàtic | masculí  | 1993  |
| Pere Pascual i de Sans                 | físic espanyol                                                                                  | físic, catedràtic | masculí  | 1986  |
| Pere Puigdomènech i Rosell             | físic català                                                                                    | bioquímic, físic | masculí  | 1992  |
| Pere de Palol i Salellas               | arqueòleg català                                                                                | arqueòleg, professor d'universitat, historiador, escriptor                                                                                          | masculí  | 1989  |
| Pilar Bayer i Isant                    | matemàtica catalana                                                                             | matemàtica, professora d'universitat | femení   | 1998  |
| Pilar Garcia-Almirall                  | arquitecta                                                                                      | arquitecta | femení   | 2020  |
| Pura Muñoz Cánoves                     | farmacòloga valenciana                                                                          | farmacòloga | femení   | 2018  |
| Rafael Ferré i Masip                   | enginyer català                                                                                 | enginyer | masculí  | 1996  |
| Ramon Agustí i Comes                   | enginyer                                                                                        | investigador, enginyer | masculí  | 2001  |
| Ramon Albajes i Garcia                 | agrònom català                                                                                  | agrònom | masculí  | 2002  |
| Ramon Bacardit i Cabado                | químic català                                                                                   | químic | masculí  | 2015  |
| Ramon Brugada Terradellas              | cardiòleg català                                                                                | professor d'universitat, cardiòleg | masculí  | 2020  |
| Ramon Canal i Masgoret                 | astrofísic català                                                                               | físic | masculí  | 1995  |
| Ramon Carbó-Dorca i Carré              | enginyer químic català                                                                          | investigador, químic, catedràtic | masculí  | 1993  |
| Ramon Folch i Guillèn                  | biòleg català                                                                                   | botànic, presentador, ecòleg, director de programa, biòleg, professor d'universitat, guionista                                                      | masculí  | 1991  |
| Ramon Gomis de Barbarà                 | metge i escriptor català                                                                        | metge, escriptor | masculí  | 2001  |
| Ramon Margalef i López                 | Ecòleg, limnòleg i oceanògraf català                                                            | professor d'universitat, oceanògraf, biòleg aquàtic, botànic, ecòleg, limnòleg, biòleg, escriptor                                                   | masculí  | 1982  |
| Ramon Pallàs i Areny                   | enginyer electrònic català                                                                      | enginyer electrònic, investigador | masculí  | 2002  |
| Ramon Parés i Farràs                   | biòleg català                                                                                   | biòleg, professor d'universitat, investigador | masculí  | 1986  |
| Ramon Pascual de Sans                  | físic català                                                                                    | físic, catedràtic | masculí  | 1991  |
| Ramon Roca i Puig                      | papiròleg, hel·lenista i sacerdot català                                                        | sacerdot catòlic, hel·lenista, filòleg, professor d'universitat, traductor                                                                          | masculí  | 1984  |
| Ricard Castillo i Cofiño               |                                                                                                 | metge, catedràtic | masculí  | 1993  |
| Ricard Guerrero i Moreno               | microbiòleg                                                                                     | microbiòleg | masculí  | 2000  |
| Ricard Pujol i Borrell                 |                                                                                                 | metge | masculí  | 1995  |
| Robert Rodríguez i Roisin              | catedràtic de medicina                                                                          | metge, catedràtic | masculí  | 1997  |
| Roger H Rangel                         | enginyer nordamericà                                                                            | enginyer, professor d'universitat | masculí  | 2006  |
| Rolf Tarrach i Siegel                  | físic català                                                                                    | físic teòric, professor d'universitat, físic | masculí  | 1996  |
| Rosa Caballol i Lorenzo                | química catalana                                                                                | química, professora d'universitat | femení   | 1997  |
| Salvador Barberà Sandez                | economista català                                                                               | economista, professor d'universitat, escriptor | masculí  | 2012  |
| Salvador Gil i Vernet                  | metge espanyol                                                                                  | professor d'universitat, metge | masculí  | 1986  |
| Santiago Olivella i Nel·lo             | químic català                                                                                   | químic | masculí  | 1998  |
| Sebastià Xambó i Descamps              | matemàtic català                                                                                | professor d'universitat, matemàtic | masculí  | 2020  |
| Soledat Woessner i Casas               | metgessa espanyola                                                                              | metgessa, metja | femení   | 1994  |
| Teresa Freixes Sanjuán                 | jurista catalana                                                                                | jurista | femení   | 2009  |
| Teresa Garcia-Milà i Lloveras          | economista i professsora universitària                                                          | professora d'universitat, economista, càtedra | femení   | 2018  |
| Valentí Fuster Carulla                 | metge català                                                                                    | cardiòleg, investigador, metge, escriptor | masculí  | 1993  |
| Victoria E. Reyes García               | antropòloga catalana                                                                            | ecòloga, investigadora, antropòloga | femení   | 2020  |
| Xavier Bellés i Ros                    | Biòleg català                                                                                   | entomòleg, biòleg | masculí  | 2018  |
| Xavier Estivill i Pallejà              | metge català                                                                                    | metge | masculí  | 1995  |
| Xavier Llimona i Pagès                 | biòleg català                                                                                   | liquenòleg, botànic, micòleg | masculí  | 2006  |
| Xavier Matias-Guiu Guia                |                                                                                                 | investigador, metge | masculí  | 2015  |
| Xavier Obradors i Berenguer            | físic català                                                                                    | físic | masculí  | 1998  |
| Xavier Solans i Huguet                 | físic i professor universitari català                                                           | professor d'universitat, físic | masculí  | 1997  |
| Xavier Vives i Torrents                | economista espanyol                                                                             | economista, acadèmic, professor d'universitat | masculí  | 2001  |
| Àngel Ballabriga i Aguado              |                                                                                                 | metge | masculí  | 1991  |
| Àngel Cardama i Aznar                  |                                                                                                 | enginyer de telecomunicacions | masculí  | 1995  |
| Àngel Pellicer i Garrido               | metge català                                                                                    | metge | masculí  | 1994  |
| Àngels Pascual de Sans                 | sociòloga catalana                                                                              | professora d'universitat, sociòloga | femení   | 2005  |